# José de Santiago Concha Jiménez Lobatón
José de Santiago Concha Jiménez Lobatón (* 1760; † 1835) war ein Richter in Chile. Von April bis Dezember 1801 regierte er vorübergehend als Gouverneur das Generalkapitanat Chile.
Er wurde 1795 in vergleichsweise jungen Jahren als Richter (Oidor) an die Real Audiencia von Chile, den Obersten Gerichtshof der Kolonie, berufen. In dieser Funktion übernahm er im April das Amt des Gouverneurs, als Joaquín del Pino Sánchez de Rojas nach Buenos Aires abberufen wurde. Im Dezember 1801 übergab er das Amt für einige Wochen an seinen Richterkollegen Francisco Tadeo Díez de Medina, bevor Ende Januar 1802 der von König Karl IV. bestimmte Nachfolger Luis Muñoz de Guzmán in Santiago eintraf und das Amt übernehmen konnte.
Wie die anderen Richter der Real Audiencia wurde Jiménez im April 1811 von der Regierungsjunta unter Juan Martínez de Rozas abgesetzt.
Als die Spanier während des chilenischen Unabhängigkeitskrieges nach der Schlacht von Rancagua wieder die Herrschaft in Chile übernahmen, nahm auch Jiménez wieder seine Tätigkeit als Richter an der Real Audiencia auf. Sie reichte bis 1818, als die Unabhängigkeitsbewegung erneut (und diesmal endgültig) die Macht übernahm.